# Élections préfectorales québécoises de 2025
Les élections québécoises de 2025 à la préfecture, organisées dans le cadre des élections municipales, se déroulent dans les municipalités régionales de comté du Québec le 2 novembre 2025.

## Résultats

### Abitibi-Témiscamingue
| Candidats              | Voix | %     |
| ---------------------- | ---- | ----- |
|                        |      |       |
|                        |      |       |
|                        |      |       |
| Suffrages exprimés     |      |       |
| Votes blancs et nuls   |      |       |
| Total                  |      | 100 % |
| Inscrits/Participation |      |       |

### Bas-Saint-Laurent
| Candidats              | Voix | %   |
| ---------------------- | ---- | --- |
|                        |      |     |
|                        |      |     |
|                        |      |     |
| Suffrages exprimés     |      |     |
| Votes blancs et nuls   |      |     |
| Total                  |      | 100 |
| Abstentions            |      |     |
| Inscrits/Participation |      |     |

| Candidats              | Voix | %   |
| ---------------------- | ---- | --- |
|                        |      |     |
|                        |      |     |
| Suffrages exprimés     |      |     |
| Votes blancs et nuls   |      |     |
| Total                  |      | 100 |
| Abstentions            |      |     |
| Inscrits/Participation |      |     |

| Candidats              | Voix | %   |
| ---------------------- | ---- | --- |
|                        |      |     |
|                        |      |     |
| Suffrages exprimés     |      |     |
| Votes blancs et nuls   |      |     |
| Total                  |      | 100 |
| Abstentions            |      |     |
| Inscrits/Participation |      |     |

| Candidats              | Voix | %   |
| ---------------------- | ---- | --- |
|                        |      |     |
|                        |      |     |
|                        |      |     |
| Suffrages exprimés     |      |     |
| Votes blancs et nuls   |      |     |
| Total                  |      | 100 |
| Abstentions            |      |     |
| Inscrits/Participation |      |     |

### Côte-Nord
| Candidats              | Voix | %   |
| ---------------------- | ---- | --- |
|                        |      |     |
|                        |      |     |
| Suffrages exprimés     |      |     |
| Votes blancs et nuls   |      |     |
| Total                  |      | 100 |
| Abstentions            |      |     |
| Inscrits/Participation |      |     |

| Candidats              | Voix | %   |
| ---------------------- | ---- | --- |
|                        |      |     |
|                        |      |     |
| Suffrages exprimés     |      |     |
| Votes blancs et nuls   |      |     |
| Total                  |      | 100 |
| Abstentions            |      |     |
| Inscrits/Participation |      |     |

### Estrie
| Candidats              | Voix | %   |
| ---------------------- | ---- | --- |
|                        |      |     |
|                        |      |     |
|                        |      |     |
| Suffrages exprimés     |      |     |
| Votes blancs et nuls   |      |     |
| Total                  |      | 100 |
| Abstentions            |      |     |
| Inscrits/Participation |      |     |

| Candidats              | Voix | %   |
| ---------------------- | ---- | --- |
|                        |      |     |
|                        |      |     |
|                        |      |     |
| Suffrages exprimés     |      |     |
| Votes blancs et nuls   |      |     |
| Total                  |      | 100 |
| Abstentions            |      |     |
| Inscrits/Participation |      |     |

### Gaspésie–Îles-de-la-Madeleine
| Candidats              | Voix | %   |
| ---------------------- | ---- | --- |
|                        |      |     |
|                        |      |     |
|                        |      |     |
|                        |      |     |
|                        |      |     |
| Suffrages exprimés     |      |     |
| Votes blancs et nuls   |      |     |
| Total                  |      | 100 |
| Abstentions            |      |     |
| Inscrits/Participation |      |     |

| Candidats              | Voix | %   |
| ---------------------- | ---- | --- |
|                        |      |     |
|                        |      |     |
|                        |      |     |
|                        |      |     |
|                        |      |     |
| Suffrages exprimés     |      |     |
| Votes blancs et nuls   |      |     |
| Total                  |      | 100 |
| Abstentions            |      |     |
| Inscrits/Participation |      |     |

### Lanaudière
| Candidats              | Voix | %   |
| ---------------------- | ---- | --- |
|                        |      |     |
|                        |      |     |
|                        |      |     |
| Suffrages exprimés     |      |     |
| Votes blancs et nuls   |      |     |
| Total                  |      | 100 |
| Abstentions            |      |     |
| Inscrits/Participation |      |     |

### Laurentides
| Candidats              | Voix | %   |
| ---------------------- | ---- | --- |
|                        |      |     |
|                        |      |     |
|                        |      |     |
|                        |      |     |
| Suffrages exprimés     |      |     |
| Votes blancs et nuls   |      |     |
| Total                  |      | 100 |
| Abstentions            |      |     |
| Inscrits/Participation |      |     |

### Outaouais
| Candidats              | Voix | %   |
| ---------------------- | ---- | --- |
|                        |      |     |
|                        |      |     |
| Suffrages exprimés     |      |     |
| Votes blancs et nuls   |      |     |
| Total                  |      | 100 |
| Abstentions            |      |     |
| Inscrits/Participation |      |     |

| Candidats              | Voix | %   |
| ---------------------- | ---- | --- |
|                        |      |     |
|                        |      |     |
|                        |      |     |
| Suffrages exprimés     |      |     |
| Votes blancs et nuls   |      |     |
| Total                  |      | 100 |
| Abstentions            |      |     |
| Inscrits/Participation |      |     |

| Candidats              | Voix | %   |
| ---------------------- | ---- | --- |
|                        |      |     |
|                        |      |     |
|                        |      |     |
| Suffrages exprimés     |      |     |
| Votes blancs et nuls   |      |     |
| Total                  |      | 100 |
| Abstentions            |      |     |
| Inscrits/Participation |      |     |

### Saguenay–Lac-Saint-Jean
| Candidats              | Voix | %   |
| ---------------------- | ---- | --- |
|                        |      |     |
|                        |      |     |
|                        |      |     |
| Suffrages exprimés     |      |     |
| Votes blancs et nuls   |      |     |
| Total                  |      | 100 |
| Abstentions            |      |     |
| Inscrits/Participation |      |     |

| Candidats              | Voix | %   |
| ---------------------- | ---- | --- |
|                        |      |     |
|                        |      |     |
| Suffrages exprimés     |      |     |
| Votes blancs et nuls   |      |     |
| Total                  |      | 100 |
| Abstentions            |      |     |
| Inscrits/Participation |      |     |